# Stała Plancka
Stała Plancka, kwant działania (oznaczana przez h) – stała fizyczna mająca wymiar działania, pojawia się w większości równań mechaniki kwantowej.
Historycznie stała Plancka pojawiła się w pracy Maxa Plancka na temat wyjaśnienia przyczyn tzw. katastrofy w nadfiolecie w prawie promieniowania ciała doskonale czarnego. Planck stwierdził, że energia nie może być wypromieniowywana w dowolnych ciągłych ilościach, a jedynie w postaci „paczek” (kwantów) o wartości hν, gdzie ν jest częstotliwością.
Do 20 maja 2019 roku stała Plancka w układzie SI była równa:
{\displaystyle h=6{,}626070040(81)\times 10^{-34}\,\operatorname {{J}\cdot {s}} =4{,}135667662(25)\times 10^{-15}\,\operatorname {{eV}\cdot {s}} .}
20 maja 2019 roku weszły w życie nowe definicje jednostek podstawowych układu SI. Kilogram został tak zdefiniowany, aby wartość stałej Plancka była równa dokładnie:
{\displaystyle h=6{,}62607015\times 10^{-34}\,\operatorname {{kg}\cdot {m^{2}}\cdot {s^{-1}}} }.

## Pochodzenie stałej
Stała Plancka została sformułowana jako część udanych wysiłków Maxa Plancka, aby wytworzyć wyrażenie matematyczne, które dokładnie przewidziało obserwowany rozkład widmowy promieniowania cieplnego z zamkniętego pieca (promieniowanie ciała doskonale czarnego). To matematyczne wyrażenie jest obecnie znane jako prawo Plancka.
W ostatnich latach XIX wieku Max Planck badał problem promieniowania ciała doskonale czarnego, który po raz pierwszy przedstawił Gustav Kirchhoff około 40 lat wcześniej. Każde ciało spontanicznie i nieprzerwanie emituje promieniowanie elektromagnetyczne. Nie było żadnego wyrażenia ani wyjaśnienia ogólnego kształtu obserwowanego widma emisyjnego. W tamtym czasie prawo Wiena okazało się poprawne do danych dla fal krótkich i wysokich temperatur, ale było całkowicie błędne dla fal długich. Planck nie wiedział, iż w tym czasie Lord Rayleigh również zaproponował prawo znane obecnie jako Prawo Rayleigha-Jeansa, które można było zastosować do przewidywania długich fal, ale drastycznie zawodziło przy krótkich długościach fal.
Podchodząc do tego problemu, Planck postawił hipotezę, że równania ruchu światła opisują zestaw oscylatorów harmonicznych, po jednym dla każdej możliwej częstotliwości. Zbadał, jak entropia oscylatorów zmieniała się wraz z temperaturą ciała, próbując dopasować prawo Wiena, i był w stanie wyprowadzić przybliżoną funkcję matematyczną dla widma ciała doskonale czarnego, która dała prosty empiryczny wzór dla długich fal.

## Stała Diraca
O wiele częściej niż stałej Plancka używa się wielkości nazywanej h kreślone (zredukowana stała Plancka albo stała Diraca):
{\displaystyle \hbar ={\frac {h}{2\pi }}=1{,}054571817\dots \times 10^{-34}\,\operatorname {{J}\cdot {s}} =6{,}582119569\dots \times 10^{-16}\,\operatorname {{eV}\cdot {s}} }
{\displaystyle \hbar } jest kwantem momentu pędu, a więc tym samym i spinu. Z tego też powodu przez wielu uważana za stałą bardziej podstawową niż sama stała Plancka. Oznaczenie to wprowadził brytyjski fizyk Paul A.M. Dirac.
Kod symbolu ℏ to 0x210F (zobacz Unicode).